# Todos Santos (Baja California)
Las Islas de Todos Santos, son un par de islas ubicadas a 19.2 kilómetros («8 millas náuticas») de la costa oeste de Ensenada, Baja California, las cuales son más conocidas por tratarse de un lugar para la práctica del surf. Algunas veces es mencionada como una sola isla, pero Todos Santos es en realidad dos islas: Isla Todos Santos Norte (más pequeña, al norte), e Isla Todos Santos Sur (más grande, al sur). No hay instalaciones en las islas, excepto dos faros desmoronados y un campo de peces. El acceso a estás es solo por barco, saliendo de Ensenada, o La Bufadora. Las olas de la isla más pequeña son algunas de las olas más grandes en el continente americano, junto a Maverick y el Banco de Cortes. Por su gran importancia natural y nivel de endemismos, a partir de 2016, por decreto presidencial, las dos islas de este grupo, así como el mar circundante, forman parte de la Reserva de la Biosfera "Islas del Pacífico de la Península de Baja California", que a su vez protege otras islas vecinas.

## Flora y Fauna
Al igual que otras islas del Pacífico de Baja California, son de gran importancia ecológica por su nivel de endemismos y biodiversidad. 
Dentro de las aves existen importantes poblaciones de gaviotas, pelícanos y cormoranes, gorriones bigotudos rojizos, endémicos de las islas (Aimophila ruficeps sanctorum), halcón peregrino y el carismático mérgulo de Xantus (Synthilboramphus hypoleucus) así como el pájaro bobo enmascarado (Sula dactylatra)
Dentro de los mamíferos, destaca el ratón de patas blancas o ratón ciervo que es una subespecie única del ratón norteamericano (Peromyscus maniculatus dubius) y la rata combalachera de Todos Santos (Neotoma anthonyi), probablemente ya extinta por la introducción de especies exóticas. Alrededor de la isla existen poblaciones de focas y del lobo marino de California. 

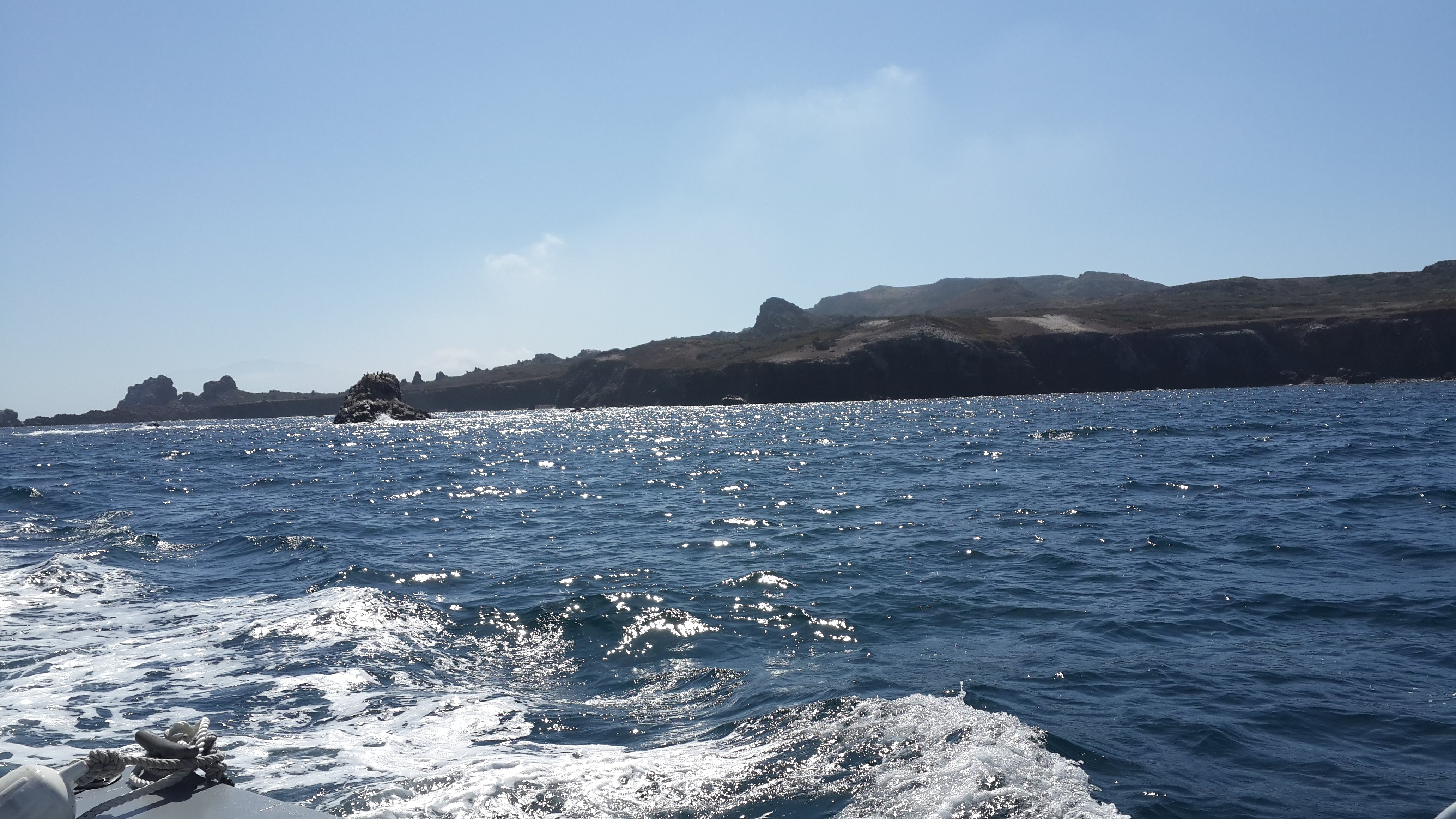
Vista de una de las islas desde un bote

Existe una subespecie de la culebra de collar, llamada localmente víbora de isla Todos Santos (Diadophis punctatus anthony), y una subespecie de la culebra real de montaña de California o víbora real de montaña de Todos Santos (Lampropeltis zonata herrarae), la culebra parchada de cabestrillo (Salvadora hexalepis virgultea), el gekko salamanquesa del Cabo (Phyllodactylus xanti), y también la lagartija escamosa del occidente (Sceloporus occidentales longipes)
Alrededor de la isla existe la pesca de erizo rojo (Strongylocentrotus franciscanus) y erizo morado (Strongylocentrotus purpuratus), así como abulón y langosta. Destaca también la población de atún, tiburón blanco, tiburón azul, tiburón martillo y mantarraya gigante. 